# Grand prix du jury du festival international des cinémas d'Asie de Vesoul
Pour les articles homonymes, voir Grand prix du jury.

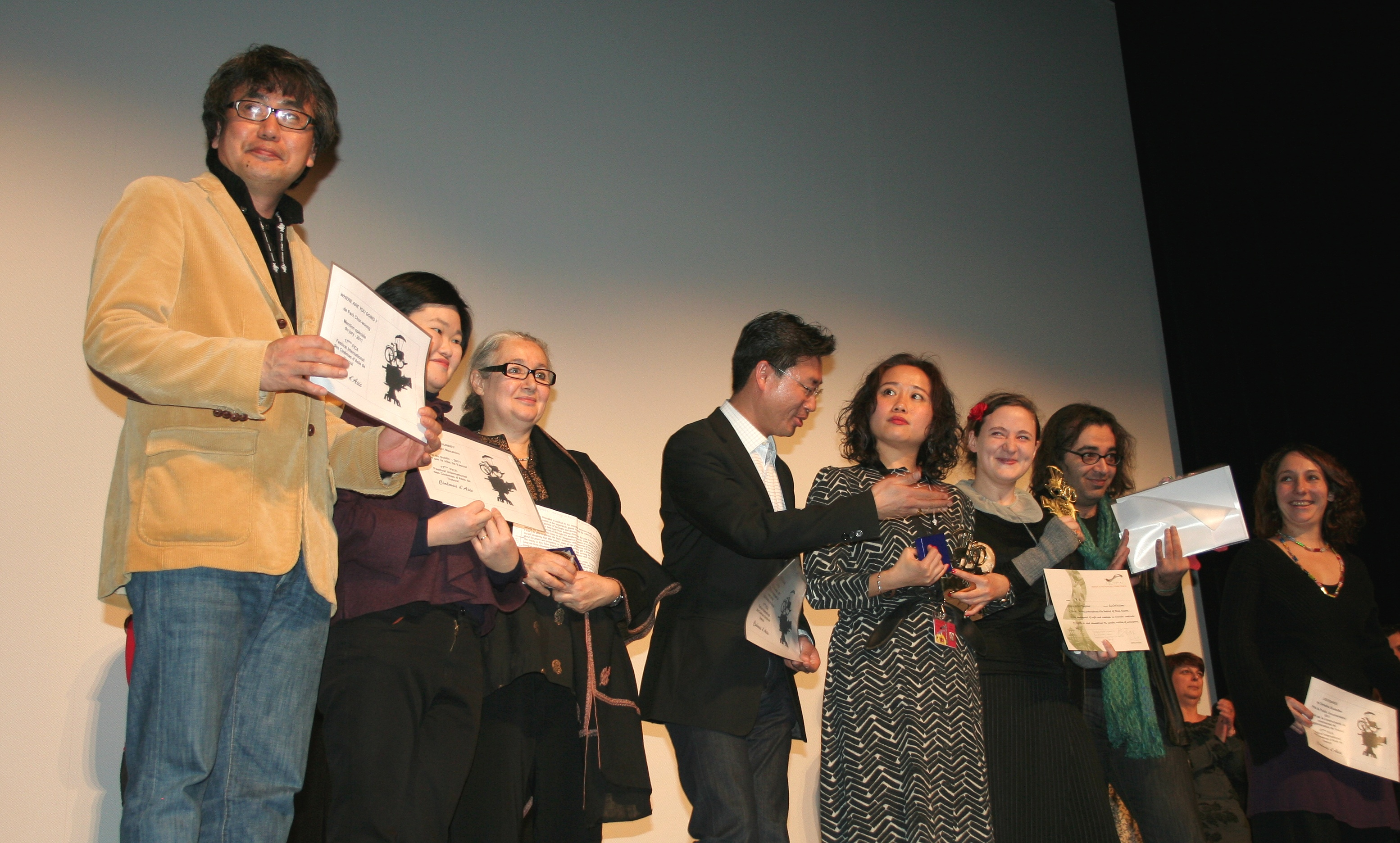
Lauréats du FICA 2011 - Le Grand prix du jury est décerné à Amin Farajpoor.

Le Grand prix du jury est l'un des principaux prix décernés lors du festival international des cinémas d'Asie de Vesoul. Crée en 2004, il est remis par le jury international et offert par l'association du festival.

## Historique
Le grand prix du jury a été créé en 2004 et constitue ainsi l'un des plus anciens prix du festival.

## Palmarès
| 2004                                                      | Abjad                    |                               | Abolfazl Jalili     | Iran             |
| 2005                                                      | The World                | Shijie                        | Jia Zhang-ke        | Chine            |
| 2006                                                      | Le Gardien (Erkak)       |                               | Yousoup Razykov     | Ouzbékistan      |
| 2007                                                      | On a Friday Afternoon    | Asr-e Jomeh                   | Mona Zandi Haghighi | Iran             |
| 2008                                                      | Philippine Science       |                               | Auraeus Solito      | Philippines      |
| 2009                                                      | Pesantren                |                               | Nurman Hakim        | Indonésie        |
| 2010                                                      | Maudite pluie !          | The Damned Rain               | Satish Manwar       | Inde             |
| 2011                                                      | Running among the clouds | Davidan dar mian abr-ha       | Amin Farajpoor      | Iran             |
| 2012                                                      | Dance Town               |                               | Jeon Kyu-hwan       | Corée du Sud     |
| 2013                                                      | Bwakaw                   |                               | Jun Robles Lana     | Philippines      |
| 2014                                                      | Nobody's Home            | Koksuz                        | Deniz Akçay         | Turquie          |
| 2015                                                      | Exit                     | Hui Guang Zoumingqu           | Chienn Hsiang       | Hong Kong        |
| 2016                                                      | Wednesday, May 9         | Chaharshanbeh, 19 ordibehesht | Vahid Jalilvand     | Iran             |
| 2017                                                      | Being Born               | Be Donya Amadan               | Mohsen Abdolvahab   | Iran             |
| 2018                                                      | Goodbye Grandpa          | Ojichan, Shinjattatte         | Morigaki Yukihiro   | Japon            |
| 2019                                                      | Rona Azim's Mother       | Rona, Madar-e Azim            | Jamshid Mahmoudi    | Afghanistan      |
| 2020                                                      | Just Like That           | Aise Hee                      | Kislay Kislay       | Inde             |
| Édition 2021 annulée en raison de la pandémie de Covid-19 |                          |                               |                     |                  |
| 2022                                                      | Along the Sea            | Umibe no kanojotachi          | Fujimoto Akio       | Japon - Viêt Nam |
| 2023                                                      | Froid comme le marbre    | Cold as marble                | Asif Rustamov       | Azerbaïdjan      |
| 2024                                                      | Scream                   | Scream                        | Kenzhebek Shaikakov | Kazakhstan       |
| 2025                                                      | Abel                     | Abel                          | Elzat Eskendir      | Kazakhstan       |

## Récompenses multiples

### Par pays
- 5 grands prix du jury : Iran
- 2 grands prix du jury : Inde, Japon, Philippines, Kazakhstan

### Par réalisateur
Aucun réalisateur n'a reçu le prix plusieurs fois.